# Quiz Kids
Quiz Kids è stato un programma sia radiofonico che televisivo statunitense, trasmesso negli anni quaranta e anni cinquanta dalla NBC e dalla CBS. Partecipavano bambini prodigio che dovevano rispondere a difficili domande.
Al programma ha partecipato a 12 anni anche James Watson, lo scopritore del DNA insieme a Francis Crick e Maurice Wilkins.